# Baltisch voetbalkampioenschap 1924/25
In 1924/25 werd het dertiende voetbalkampioenschap gespeeld dat georganiseerd werd door de Baltische voetbalbond. VfB Königsberg werd kampioen en plaatste zich voor de eindronde om de Duitse landstitel waar de club in de eerste ronde verloor van Hertha BSC. Voor het eerst mocht ook de vicekampioen naar de eindronde. Titania verloor van FC Altona 93

## Deelnemers aan de eindronde
| Club                  | Gekwalificeerd als        |
| --------------------- | ------------------------- |
| VfB Königsberg        | Kampioen van Oost-Pruisen |
| Stettiner FC Titania  | Kampioen van Pommeren     |
| SV Neufahrwasser 1919 | Kampioen van Danzig       |

## Eindstand
| Plaats | Club                  | Wed. | W | G | V | Saldo | Ptn. |
| ------ | --------------------- | ---- | - | - | - | ----- | ---- |
| 1.     | VfB Königsberg        | 4    | 3 | 0 | 1 | 10:4  | 6:2  |
| 2.     | Stettiner FC Titania  | 4    | 1 | 1 | 2 | 5:8   | 3:5  |
| 3.     | SV Neufahrwasser 1919 | 4    | 1 | 1 | 2 | 6:9   | 3:5  |

|  | Kampioen                       |
|  | Play-off voor de tweede plaats |

|               |                      |       |                  |       |
| 19 april 1925 | Stettiner FC Titania | 4 – 1 | SV Neufahrwasser | Stolp |
| 19 april 1925 |                      |       |                  | Stolp |